# Survivor (Album)
Survivor ist das dritte Studioalbum der US-amerikanischen R&B-Girlgroup Destiny’s Child aus dem Jahr 2001.

## Entstehung und Veröffentlichung
Im Dezember 1999 versuchten sich LeToya Luckett und LaTavia Roberson vom Manager Mathew Knowles zu trennen, Beyoncés Vater, der nach Meinung von Luckett und Roberson zu viel des Gewinns einbehielt und zudem Beyoncé Knowles und Kelly Rowland bevorzugte. Im Februar 2000 wurden Luckett und Roberson durch Michelle Williams und Farrah Franklin ersetzt, wobei letztere die Gruppe im Juli 2000 wieder verließ, da sie nach Meinung der Gruppe Promo-Termine verpasst hatte – selbst gab sie die negative Stimmung in der Gruppe als Grund an.
Die Erstveröffentlichung von Survivor erfolgte am 25. April 2001 bei SME Records in Japan (Katalognummer: SRCS-2424). Am 30. April 2001 erschien das Album bei Columbia Records in Europa (Katalognummer: 501783 2) sowie einen Tag später ebenfalls bei Columbia in den Vereinigten Staaten (Katalognummer: CK 61063). Das Album erschien in seiner Originalausführung als CD. Während die US-Ausführung lediglich 15 Titel beinhaltet, verfügt die internationale Ausführung über 19 Titel.
Mit Ausnahme des Bee Gees Covers Emotion, wurden alle Lieder von Beyoncé Knowles, zusammen mit Koautoren, geschrieben. Die anderen beiden Destiny’s-Child-Mitglieder Kelly Rowland und Michelle Williams sind lediglich an dem Titel Outro (DC-3) Thank You	als Urheber gelistet. Knowles war zudem an der Produktion aller Titel beteiligt.

## Titelliste
1. Independent Women Part I – 3:44 (B. Knowles, S. Barnes, C. Rooney, J. C. Olivier)
2. Survivor – 4:13 (B. Knowles, A. Dent, M. Knowles)
3. Bootylicious – 3:28 (B. Knowles, R. Fusari, F. Moore, S. Nicks)
4. Nasty Girl – 4:18 (B. Knowles, A. Dent, M. Bassi N. Hacket)
5. Fancy – 4:13 (B. Knowles, D. Wiggins, J. Rotem)
6. Apple Pie à la Mode – 2:59 (B. Knowles, R. Fusari, F. Moore)
7. Sexy Daddy – 4:07 (B. Knowles, D. Elliott)
8. Perfect Man – 3:42 (B. Knowles, E. Seats, R. Stewart)
9. Independent Women Part II – 3:46 (B. Knowles, R. Stewart, E. Seats, B. Knowles, F. Comstock, D. Donaldson)
10. Happy Face – 4:20 (R. Fusari, C. Gaines, B. Knowles, B. Lee, F. Moore)
11. Dance With Me – 3:44 (K. Karlin, B. Knowles, Soulshock)
12. Survivor (Maurice’s Radio Mix) – 4:02
13. My Heart Still Beats – 4:08 (W. Afanasieff, B. Knowles)
14. Emotion – 3:56 (B. Gibb, R. Gibb)
15. Brown Eyes – 4:49 (W. Afanasieff, B. Knowles)
16. Dangerously in Love – 4:53 (B. Knowles, E, McCalla Jr.)
17. The Story of Beauty – 3:25 (B. Knowles, K. Fambro)
18. Gospel Medley (Dedicated to Andretta Tillman) (B. Knowles, K. Franklin, R. Smallwood)
  1. You’ve Been So Good
  2. Now Behold the Lamb
  3. Jesus Loves Me
  4. Total Praise
19. Outro (DC-3) Thank You – 4:03 (B. Knowles, K. Rowland, M. Williams, R. Fusari, B. Lee, C. Gaines)

## Singleauskopplungen
| Jahr | Titel                    | Höchstplatzierung, Gesamtwochen, AuszeichnungChartplatzierungen (Jahr, Titel, , Platzierungen, Wochen, Auszeichnungen, Anmerkungen) | Höchstplatzierung, Gesamtwochen, AuszeichnungChartplatzierungen (Jahr, Titel, , Platzierungen, Wochen, Auszeichnungen, Anmerkungen) | Höchstplatzierung, Gesamtwochen, AuszeichnungChartplatzierungen (Jahr, Titel, , Platzierungen, Wochen, Auszeichnungen, Anmerkungen) | Höchstplatzierung, Gesamtwochen, AuszeichnungChartplatzierungen (Jahr, Titel, , Platzierungen, Wochen, Auszeichnungen, Anmerkungen) | Höchstplatzierung, Gesamtwochen, AuszeichnungChartplatzierungen (Jahr, Titel, , Platzierungen, Wochen, Auszeichnungen, Anmerkungen) | Höchstplatzierung, Gesamtwochen, AuszeichnungChartplatzierungen (Jahr, Titel, , Platzierungen, Wochen, Auszeichnungen, Anmerkungen) | Anmerkungen                                                    |
| Jahr | Titel                    | DE | AT | CH | UK | US | R&B | Anmerkungen                                                    |
| ---- | ------------------------ | --- | --- | --- | --- | --- | --- | -------------------------------------------------------------- |
| 2000 | Independent Women Part I | DE10 Gold · (16 Wo.)DE | AT22 (9 Wo.)AT | CH2 Gold · (26 Wo.)CH | UK1 Platin · (15 Wo.)UK | US1 Platin · (28 Wo.)US | R&B1 (27 Wo.)R&B | Erstveröffentlichung: 14. September 2000 Verkäufe: + 2.250.000 |
| 2001 | Survivor                 | DE8 Gold · (13 Wo.)DE | AT10 (12 Wo.)AT | CH5 (20 Wo.)CH | UK1 Platin · (15 Wo.)UK | US2 Platin · (20 Wo.)US | R&B6 (20 Wo.)R&B | Erstveröffentlichung: 13. Februar 2001 Verkäufe: + 2.917.000   |
| 2001 | Bootylicious             | DE16 (10 Wo.)DE | AT23 (14 Wo.)AT | CH11 (19 Wo.)CH | UK2 Platin · (11 Wo.)UK | US1 Platin · (19 Wo.)US | R&B2 (20 Wo.)R&B | Erstveröffentlichung: 20. Mai 2001 Verkäufe: + 1.670.000       |
| 2001 | Emotion                  | DE21 (12 Wo.)DE | AT28 (15 Wo.)AT | CH21 (20 Wo.)CH | UK3 Silber · (14 Wo.)UK | US10 (20 Wo.)US | R&B28 (19 Wo.)R&B | Erstveröffentlichung: 30. Oktober 2001 Verkäufe: + 260.000     |
| 2002 | Nasty Girl               | DE36 (9 Wo.)DE | AT50 (6 Wo.)AT | CH22 (12 Wo.)CH | — | — | — | Erstveröffentlichung: 25. März 2002 Verkäufe: + 35.000         |

## Rezeption
Für das Album Survivor wurden Destiny’s Child für drei Grammys nominiert, für die Kategorien "Best R&B Performance by a Duo or Group with Vocals", "Best R&B Song" und "Best R&B-Album".
Das Billboard-Magazin listete Survivor auf Platz 70 der Top 200 Albums of the Decade.

## Kommerzieller Erfolg

### Chartplatzierungen
Survivor avancierte zum Nummer-eins-Album in Belgien, Deutschland, den Niederlanden, Norwegen, Österreich, der Schweiz, den Vereinigten Staaten und dem Vereinigten Königreich.
| ChartsChartplatzierungen       | Höchstplatzierung | Wochen |
| ------------------------------ | ----------------- | ------ |
| Deutschland (GfK)              | 1 (43 Wo.)        | 43     |
| Österreich (Ö3)                | 1 (24 Wo.)        | 24     |
| Schweiz (IFPI)                 | 1 (39 Wo.)        | 39     |
| Vereinigte Staaten (Billboard) | 1 (46 Wo.)        | 46     |
| Vereinigtes Königreich (OCC)   | 1 (50 Wo.)        | 50     |

| ChartsJahrescharts (2001)    | Platzierung |
| ---------------------------- | ----------- |
| Deutschland (GfK)            | 11          |
| Österreich (Ö3)              | 52          |
| Schweiz (IFPI)               | 12          |
| Vereinigtes Königreich (OCC) | 9           |

| ChartsJahrescharts (2002)      | Platzierung |
| ------------------------------ | ----------- |
| Vereinigte Staaten (Billboard) | 141         |

### Auszeichnungen für Musikverkäufe
Survivor wurde durch die Recording Industry Association of America (RIAA) am 7. Januar 2002 mit Vierfachplatin ausgezeichnet. 
| Land/Region                  | Auszeichnungen für Musikverkäufe (Land/Region, Auszeichnung, Verkäufe) | Verkäufe    |
| ---------------------------- | ---------------------------------------------------------------------- | ----------- |
| Australien (ARIA)            | 2× Platin                                                              | 140.000     |
| Belgien (BRMA)               | Platin                                                                 | 50.000      |
| Brasilien (PMB)              | Gold                                                                   | 50.000      |
| Dänemark (IFPI)              | 2× Platin                                                              | 40.000      |
| Deutschland (BVMI)           | Platin                                                                 | 300.000     |
| Europa (IFPI)                | 2× Platin                                                              | (2.000.000) |
| Finnland (IFPI)              | Platin                                                                 | 34.121      |
| Frankreich (SNEP)            | 2× Gold                                                                | 200.000     |
| Japan (RIAJ)                 | Platin                                                                 | 200.000     |
| Kanada (MC)                  | 4× Platin                                                              | 400.000     |
| Neuseeland (RMNZ)            | 2× Platin                                                              | 30.000      |
| Niederlande (NVPI)           | 2× Platin                                                              | 160.000     |
| Norwegen (IFPI)              | Gold (Physisch) · + 3× Platin (Digital)                                | 85.000      |
| Österreich (IFPI)            | Gold                                                                   | 20.000      |
| Polen (ZPAV)                 | Gold                                                                   | 50.000      |
| Schweden (IFPI)              | Platin                                                                 | 80.000      |
| Schweiz (IFPI)               | Platin                                                                 | 40.000      |
| Spanien (Promusicae)         | Gold                                                                   | 50.000      |
| Südafrika (RISA)             | 3× Platin                                                              | 150.000     |
| Vereinigte Staaten (RIAA)    | 4× Platin                                                              | 4.000.000   |
| Vereinigtes Königreich (BPI) | 3× Platin                                                              | 1.110.000   |
| Insgesamt                    | 7× Gold · 33× Platin ·                                                 | 7.189.121   |

Hauptartikel: Destiny’s Child/Auszeichnungen für Musikverkäufe